# Panadura
Panadura est une ville du Sri Lanka située dans le district Kalutara dans la province de l'Ouest.